# Vallata del Tuccio
La vallata del Tuccio è una valle creata e modellata dall'omonima fiumara.

## Tuccio
Il Tuccio, denominato anche Fiumara Melito, è una delle più grandi fiumare calabresi. La sua lunghezza è di oltre 20 km. Il Tuccio nasce a oltre 1000 m. di altitudine (località Cufalo - Pantanizzi) per la maggior parte del suo corso delimita il territorio dei Comuni di Bagaladi e San Lorenzo, la foce è 34 km da Reggio Calabria nel mare Ionio vicino a Melito. La fiumara raggiunge la massima larghezza in corrispondenza di Lacco, frazione del comune di Melito di Porto Salvo, dove misura circa mezzo kilometro.

## Vallata del Tuccio
La Vallata è formata dalla fiumara Tuccio che, lungo il suo corso, ha appiattito il terreno. Da nord a sud, i paesi attraversati sono: Bagaladi, Ielasi, Lanzena, Cappella Vecchia, San Fantino, Chorio di San Lorenzo, Ravazzana, Musupuniti (o Musopuniti), Caredia, Lacco, Prunella, Pallica e, alla foce, Melito di Porto Salvo.